# Spirostreptus julinus
Spirostreptus julinus är en mångfotingart som beskrevs av Karsch 1881. Spirostreptus julinus ingår i släktet Spirostreptus och familjen Spirostreptidae. Inga underarter finns listade i Catalogue of Life.